# Vladan Petrović
 (mai 2023).
Si vous disposez d'ouvrages ou d'articles de référence ou si vous connaissez des sites web de qualité traitant du thème abordé ici, merci de compléter l'article en donnant les références utiles à sa vérifiabilité et en les liant à la section « Notes et références ».
Vladan Petrović, né le 30 juin 1980 à Belgrade, est un pilote de rallyes serbe.

## Biographie
Il débute en rallyes en 1998, son permis de conduire à peine en poche, en tant que copilote de Borut Tomić, lui-même cinq fois champion de Yougoslavie des rallyes lors des années 1990.
Revenu du service militaire, en 2000, Vladan Petrović passe derrière le volant, dès le rallye de Yougoslavie comptant alors pour le championnat d'Europe, sur Zastava Yugo 55. Grâce à sa prestation, il se fait engager dans la foulée par l'équipe Speed Racing Inter. 
L'année suivante, il intègre le Racing Galax team. 
En 2003 il court au sein du AP Racing team, puis en 2006 du OMV Rallye Serbie Team avec lequel il effectue ses saisons les plus fructueuses, en 2006 et 2007.
Son copilote est Srdjan Kondić.

## Palmarès

### Copilote
- Champion de Yougoslavie, en 1998 (avec B.Tomić).

### Pilote
- Sextuple Champion de Serbie(-Monténégro), en 2002 (sur Peugeot 106 Rallye), 2004 (sur Citroën Xsara VTS), 2005 (sur Mitsubishi Lancer Evo VI), 2006 (sur Mitsubishi Lancer Evo VI), 2007 (sur Subaru Impreza STI) et 2008 (sur Subaru Impreza STI);
  - Vice-champion de Serbie-Monténégro en 2003;
  - 5e du championnat d'Europe des rallyes de zone est en 2011;
  - 6e du championnat d'Europe des rallyes de zone sud en 2005.

### Victoire(s) notable(s) et places d'honneur
- Rallye Gaga en 2007 (organisé par Ford - national);
  - 2e du rallye Sajamski en 2007 (national);
  - 3e du rallye Interspeed (Novi Sad - Belgrade) en 2006 (ch. d'Europe);
  - 5e du rallye de Serbie en 2005 et 2011 (ch. d'Europe).

(...)

## Distinctions
- Casque d'Or de Serbie en 2005 (plus jeune lauréat: prix attribué pour trois victoires consécutives dans le championnat national, par la fédération automobile serbe (Sportski Auto Moto Savez Srbije)).